# International Organization of Securities Commissions
L'International Organization of Securities Commissions (IOSCO ; en français OICV pour Organisation internationale des commissions de valeurs) est une association de régulateurs des marchés mondiaux des valeurs mobilières et des contrats à terme. Les membres sont généralement les principaux régulateurs des valeurs mobilières et/ou des contrats à terme nationaux ou le principal régulateur financier de chaque pays.
Ses missions sont :
- Élaborer, mettre en œuvre et promouvoir des normes de réglementation élevées pour renforcer la protection des investisseurs et réduire le risque systémique
- Partager des informations avec les échanges et les aider à résoudre les problèmes techniques et opérationnels
- Établir des normes pour surveiller les transactions d'investissement mondiales à travers les frontières et les marchés

L'IOSCO compte des membres dans plus de 100 pays, qui réglementent plus de 95 % des marchés mondiaux des valeurs mobilières. Son secrétariat permanent est établi à Madrid, Espagne.

## Histoire
L'OICV est née en 1983 de la transformation de son ancêtre l'"Association Régionale Interaméricaine" (créée en 1974) en une véritable coopérative mondiale. Cette décision d'étendre l'organisation au-delà des Amériques a été prise lors de la réunion annuelle à Quito, en Équateur, en avril 1983. Dans le même temps, l'organisation a été renommée IOSCO pour refléter l'élargissement de ses membres au-delà de l'Amérique du Nord et du Sud. Les autorités de réglementation des valeurs mobilières de France, d'Indonésie, de Corée du Sud et du Royaume-Uni ont été les premières agences à se joindre à l'extérieur des Amériques. La Conférence annuelle de l'OICV de juillet 1986 à Paris fut la première à se tenir en dehors des continents américains et à cette occasion fut prise la décision de créer un Secrétariat général permanent de l'Organisation.Un vestige de ses premières racines interaméricaines est que les langues "officielles" de l'OICV sont l'anglais, le français, l'espagnol et le portugais.
En 1998, l'OICV a commencé à travailler sur un certain nombre de politiques importantes qui ont conduit à un ensemble plus large de lignes directrices. Cependant, ce sont les attentats du 11 septembre 2001 ainsi qu'une série de grands scandales financiers mondiaux qui ont commencé avec Enron et notamment Worldcom, Parmalat et Vivendi qui ont rendu ce travail urgent et ont annoncé l'évolution de l'OICV d'un "talk shop" international, où peu de choses substantielles ont été accomplies, à une organisation internationale sérieuse ayant un impact réel sur la réglementation des valeurs mobilières. Lors de la conférence de 1999 à Lisbonne, il a été décidé d'avoir un siège permanent pour le Secrétariat général administratif et que celui-ci soit basé à Madrid.
En 2002, l'OICV a adopté un protocole d'accord multilatéral (IOSCO MMoU) conçu pour faciliter l'application transfrontalière et l'échange d'informations au sein de la communauté internationale des autorités de réglementation des valeurs mobilières. Puis, en 2005, l'IOSCO MMoU est devenu la référence en matière de coopération internationale entre les régulateurs des valeurs mobilières.

## Membres
En mars 2022, l'IOSCO comptait 231 membres. Les membres de l'OICV sont répartis en trois grandes catégories :
- Membres ordinaires : principaux régulateurs des marchés des valeurs mobilières et/ou des marchés à terme d'une juridiction. Une bourse ou un organisme d'autoréglementation peut être un membre ordinaire, mais seulement s'il est le principal organisme de réglementation des valeurs mobilières de la juridiction. Chaque membre ordinaire dispose d'une voix[3].
- Membres associés : autres autorités de réglementation des valeurs mobilières et/ou des contrats à terme dans les cas où il y en a plus d'une par juridiction. Par exemple, la Commodity Futures Trading Commission (CFTC) et la North American Securities Administrators Association aux États-Unis sont membres associés de l'OICV étant donné que la Securities and Exchange Commission des États-Unis est le membre ordinaire des États-Unis. Les membres associés n'ont pas de droit de vote et ne sont pas éligibles au Comité Exécutif ; ils sont cependant membres du Comité des Présidents.
- Membres affiliés : comprennent les bourses, les organismes d'autoréglementation et diverses associations de l'industrie boursière. Les membres affiliés n'ont pas de droit de vote, ne sont pas éligibles au Comité Exécutif et ne sont pas membres du Comité des Présidents. Les membres affiliés qui sont des organismes d'autoréglementation (OAR) sont toutefois membres du comité consultatif de l'OAR.

## Structure et organes
L'organisation est composée d'un certain nombre de comités qui se réunissent plusieurs fois par an dans des lieux du monde entier soutenus par un secrétariat général administratif permanent.
Sur le plan administratif, l'IOSCO est dirigée par un secrétariat général basé à Madrid. L'actuel secrétaire général de l'IOSCO est Jean-Paul Servais, élu en octobre 2022 ; il succède à Paul P. Andrews, qui a commencé son mandat renouvelable de trois ans en mars 2016.
Le Conseil de l'OICV est l'organe directeur et normatif de l'OICV. Il se compose de 33 autorités de réglementation des valeurs mobilières ; Ashley Ian Alder, PDG de la Hong Kong Securities and Futures Commission, est président du conseil d'administration de l'OICV (il préside également le comité régional Asie-Pacifique). Il est secondé par deux vice-présidents, Ranjit Ajit Singh, président de la Securities Commission Malaysia (qui préside le Growth and Emerging Markets Committee, le plus grand sous-comité de l'OICV) et Jean-Paul Servais, président de l'Autorité belge des services et marchés financiers. (qui préside également le Comité Régional Européen).

### Comités régionaux
L'OICV compte quatre comités régionaux :
- Comité régional Afrique-Moyen-Orient : présidé par Nezha Hayat de l'Autorité Marocaine du Marché des Capitaux
- Comité régional Asie-Pacifique : présidé par Jun Mizuguchi de l'Agence japonaise des services financiers
- Comité régional européen : présidé par Jean-Paul Servais de l'Autorité belge des services et marchés financiers
- Comité régional interaméricain : présidé par Jaime González Aguadé de la Comisión Nacional Bancaria y de Valores du Mexique

## Coopération externe
L'IOSCO est membre, participe en tant qu'observateur ou coordonne avec un certain nombre d'autres organisations. L'une de ses relations les plus importantes est avec le Forum conjoint des régulateurs financiers internationaux. L'IOSCO, avec le Comité de Bâle sur le contrôle bancaire et l' Association internationale des contrôleurs d'assurance, constituent le Forum conjoint.
Les protocoles d'accord de l'IOSCO sont considérés comme les principaux instruments pour faciliter la coopération transfrontalière, réduire le risque systémique mondial, protéger les investisseurs et garantir des marchés des valeurs mobilières équitables et efficaces,.
En outre, l'IOSCO est membre, participe en tant qu'observateur ou coordonne avec un certain nombre d'autres organisations internationales, notamment l'OCDE, le FSB, le Groupe d'action financière sur le blanchiment d'argent, l'IASB, le PIOB, le FMI, la Banque mondiale et la Commission européenne.

## Stratégies
L'IOSCO a adopté en 1998 un ensemble complet d’objectifs et de principes de réglementation des valeurs mobilières (principes de l'IOSCO). Celles-ci continuent d'être développées et étendues. L'OICV recommande à tous ses membres de les adopter et aide ses membres à évaluer le niveau de conformité aux principes.
- Principes réglementaires visant à améliorer l'indépendance et la surveillance des auditeurs[7]
- Principes réglementaires en matière d'information financière et de transparence des entreprises[8]
- Principes réglementaires en matière de conflits d'intérêts pour les analystes financiers[9]
- Un code de conduite pour les agences de notation de crédit[10]
- Un ensemble de «principes fondamentaux» pour la réglementation des valeurs mobilières conçu pour décrire aux membres de l'OICV ce qui constitue une «bonne» réglementation des valeurs mobilières[11]
- Un protocole d'accord multilatéral sur la coopération en matière d'application, par lequel les membres de l'OICV s'engagent à se fournir mutuellement des informations collectées et des déclarations de témoins dans le cadre d'une enquête d'application[12]